# Opin (stacja kolejowa)
Opin – zlikwidowana stacja kolejowa w Opinie, w gminie Orneta, w powiecie lidzbarskim w województwie warmińsko-mazurskim, w Polsce. Położona na linii kolejowej z Ornety do Lidzbarka Warmińskiego. Linia ta została ukończona w 1905 roku Linia ta została rozebrana w 1945 roku.